# گوتورفولده
گوتورفولده (به مجاری:  Gutorfölde) یک منطقهٔ مسکونی در مجارستان است که در ناحیه ژالائگرسگ واقع شده‌است.